# Medalla Carracido
La Medalla Carracido es la máxima distinción que otorga la Real Academia Nacional de Farmacia. Se regula por una Orden del Ministerio de Educación Nacional de 21 de abril de 1945 modificada en 1959.
| año  | galardonado                                            | clase            |
| ---- | ------------------------------------------------------ | ---------------- |
| 2019 | Mariano Esteban Rodríguez                              | Oro              |
| 2005 | Juan Carlos I                                          | Oro ed. Especial |
| 2005 | Ángel Santos Ruiz                                      | Oro              |
| 2010 | Antonio Doadrio López                                  | Oro              |
| 1955 | Carlos Rodríguez López-Neyra                           | Oro              |
| 2005 | Eduardo Rodríguez Rovira                               | Oro              |
| 1952 | José Ibáñez Martín                                     | Oro              |
| 2014 | Juan Uriach Marsal                                     | Oro              |
| 2010 | Juan Manuel Reol Tejada                                | Oro              |
| 1979 | Manuel Lora Tamayo                                     | Oro              |
| 1992 | Manuel Ortega Mata                                     | Oro              |
| 2017 | María Cascales Angosto                                 | Oro              |
| 2011 | Raúl Guerra Garrido                                    | Oro              |
| 1970 | Toribio Zúñiga y Sánchez Cerrudo                       | Oro              |
| 2006 | Caja Madrid                                            | Oro              |
| 1963 | Alberto García Ortiz                                   | Plata            |
| 2010 | Daniel Pacheco Fernández                               | Plata            |
| 1992 | Juan Manuel López de Azcona                            | Plata            |
| 1986 | Manuel Jáuregui González                               | Plata            |
| 1995 | Manuel Martel San Gil                                  | Plata            |
| 2017 | María del Carmen de la Rosa Jorge                      | Plata            |
| 1980 | Nazario Díaz López                                     | Plata            |
| 2005 | Nicolás Forteza Forteza                                | Plata            |
| 1980 | Rafael Roldán y Guerrero                               | Plata            |
| 2014 | Rafael Melik Ohanjayan                                 | Plata            |
| 2006 | Rosa Basante Pol                                       | Plata            |
| 1967 | Santiago A. Celsi                                      | Plata            |
| 2014 | Tadashi Goino                                          | Plata            |
| 1984 | Cooperativa Farmacéutica Española                      | Plata            |
| 1982 | Facultad de Farmacia de la Universidad Complutense     | Plata            |
| 1983 | Alberto Comenge Gerpe                                  | Bronce           |
| 1987 | Antonio de Fuentes Castells                            | Bronce           |
| 1985 | Ascensión Vidal Piazuelo                               | Bronce           |
| 1958 | Enrique Gelabert Aroca                                 | Bronce           |
| 1994 | Francisco Monturiol Rodríguez                          | Bronce           |
| 1952 | José Capote Díaz                                       | Bronce           |
| 2006 | José Antonio Matjí Tuduri                              | Bronce           |
| 1961 | Juan Portus Serrano                                    | Bronce           |
| 1987 | Luís Gómez Rodríguez                                   | Bronce           |
| 1995 | María del Carmen Francés Causapé                       | Bronce           |
| 1953 | Manuel García de Mirasierra                            | Bronce           |
| 1965 | María Elisa Álvarez                                    | Bronce           |
| 1948 | Miguel Martínez y Martínez                             | Bronce           |
| 1969 | Pascual Domingo Jimeno Jimeno                          | Bronce           |
| 2005 | Ricardo García Gil                                     | Bronce           |
| 1980 | Sagrario Muñoz Calvo                                   | Bronce           |
| 1953 | Academia de Farmacia de Francia                        | Bronce           |
| 1949 | Academia Nacional de Farmacia Brasil                   | Bronce           |
| 1981 | Antibióticos S.A.                                      | Bronce           |
| 1990 | Asociación Española de Farmacéuticos de Letras y Artes | Bronce           |
| 1947 | Asociación Farmacéutica y Bioquímica Argentina         | Bronce           |
| 1985 | Facultad de Farmacia de Barcelona                      | Bronce           |
| 1985 | Facultad de Farmacia de Granada                        | Bronce           |
| 1986 | Facultad de Farmacia de Navarra                        | Bronce           |
| 1948 | Facultad de Farmacia de Oporto                         | Bronce           |
| 1985 | Facultad de Farmacia de Santiago de Compostela         | Bronce           |
| 1980 | Laboratorios Abelló                                    | Bronce           |
| 1981 | Laboratorios Alter                                     | Bronce           |
| 1982 | Laboratorios FAES                                      | Bronce           |
| 1989 | Sociedad Española de Bromatología                      | Bronce           |
| 1986 | Sociedad Española de Historia de la Farmacia           | Bronce           |